# Piroscsőrű kúszóbanka
A piroscsőrű kúszóbanka (Phoeniculus purpureus) a madarak (Aves) osztályának a szarvascsőrűmadár-alakúak (Bucerotiformes) rendjébe, ezen belül a kúszóbankafélék (Phoeniculidae) családjába tartozó faj.

## Előfordulása
A piroscsőrű kúszóbanka előfordul Szenegálban, Észak-Guineában, Elefántcsontpart északi részén, Észak-Ghánában, Nigériában, Csádban, Szudánban, Angolában, Dél-Etiópiában, Nyugat-Kenyában, Ugandában, Mozambikban, Tanzániában, Zimbabweben, Botswanában és Dél-Afrika keleti részén. Nagy számban fordul elő az elterjedési területén.

## Alfajai
- Phoeniculus purpureus purpureus
- Phoeniculus purpureus angolensis
- Phoeniculus purpureus guineensis
- Phoeniculus purpureus marwitzi
- Phoeniculus purpureus niloticus
- Phoeniculus purpureus senegalensis

## Megjelenése
Testhossza 30-36 centiméter, farokhossza 17,5-24 centiméter és testtömege 50-95 gramm. Tollazata a fején és hátán sötétzöld, a test többi részén pedig kékesfekete. Repülés közben nagyon jól látszanak a fehér foltok a külső tollakon. Amikor a madár a fa törzsén üldögél és rovarokat keres, farkát gyakran támaszkodásra használja. Ezért farka kissé rojtosnak és csapzottnak tűnik. Csőre hosszú, lefelé ívelt és hegyes; kiválóan alkalmas rá, hogy a madár a fakéreg alól kicsipegesse vele a rovarokat és elkapja a nagyobb zsákmányokat, például a gyíkot. Lábujjai erősek, karmai élesek, segítségükkel kapaszkodik meg a fa törzsén. A piroscsőrű kúszóbanka néha a fán fejjel lefelé lógva keresgél rovarokat.
|  |

## Életmódja
A piroscsőrű kúszóbanka társas madár. A fiatal madarak akár 5 évig is segítenek a szülőknek felnevelni a következő fészekaljakat. Tápláléka főleg rovarok, kisebb gyíkok és gyümölcsök.

## Szaporodása
A költési időszak a területtől és a rendelkezésre álló táplálék mennyiségétől függ. Évente kétszer, néha háromszor is költ. Egy fészekaljban 3-4 halványkék tojás van. Ezeken a tojó 17-18 napig kotlik. A fiatal madarak 28-30 nap után repülnek ki, de még vagy öt évet a szülőkkel maradnak.